# Tierra de Ledesma
Tierra de Ledesma è una comarca della Spagna, situata nella comunità autonoma di Castiglia e León ed in particolare nella provincia di Salamanca.